# ژوفروآ لوکاتر
ژوفروآ لوکاتر (انگلیسی: Geoffroy Lequatre؛ زادهٔ ۳۰ ژوئن ۱۹۸۱) دوچرخه‌سوار اهل فرانسه است.